# Громадська організація
Грома́дська організа́ція — це добровільне та організаційно оформлене об'єднання громадян, яке створюється для реалізації спільних інтересів (культурних, економічних, вікових, регіональних, релігійних, професійних, соціальних, політичних тощо). Інтереси можуть бути реалізовані шляхом здійснення мітингів, зборів, різноманітних ініціатив організації проєктів, форумів тощо.
У кожній країні є багато різних видів громадських організацій. Це професійні спілки, жіночі, молодіжні, ветеранські, дитячі організації, наукові, технічні, культурно-просвітницькі, фізкультурно-спортивні та інші добровільні об'єднання громадян, творчі спілки, земляцтва, фонди, асоціації тощо. Вони можуть мати різні назви: організація, об'єднання, спілка, товариство, клуб, гурток, рада, фонд, асоціація тощо. Спільними їх рисами (ознаками) є добровільність об'єднання, наявність певної організаційної структури і діяльність на засадах самоврядування. Ще однією ознакою громадської організації у багатьох країнах вважається її неприбутковий характер — вона не повинна здійснювати господарську діяльність із метою отримання прибутку, інакше має зареєструватися в уповноваженому органі публічної влади як підприємницька структура.

## Значення
Закон України «Про громадські об'єднання» визначає громадську організацію як «громадське об'єднання, засновниками та членами (учасниками) якого є фізичні особи», тобто це одна з організаційно-правових форм громадських об'єднань в Україні.
Поняття громадської організації не охоплює релігійних, господарських та інших об'єднань громадян, порядок і діяльність яких визначаються відповідним законодавством. Профспілки належать до громадських організацій. Особливості правового статусу їх регулюються Законом України «Про професійні спілки, їх права та гарантії діяльності». Благодійні організації також не належать до громадських об'єднань, оскільки мають на меті виключно благодійництво, а не здійснення та захист прав і свобод, задоволення суспільних, зокрема економічних, соціальних, культурних, екологічних, та інших інтересів.
Держава сприяє розвиткові активності та творчої ініціативи громадян, створює рівні умови для діяльності всіх громадських організацій. Спільними для всіх громадських організацій ознаками є принципи добровільного членства, рівноправності, самоврядування, законності і гласності. Громадські організації вільно обирають напрям своєї діяльності. Разом з тим належність чи неналежність до тієї чи іншої громадської організації не може бути приводом для обмеження прав і свобод або надання державою будь-яких пільг та переваг. Залежно від територіальних меж діяльності створюються громадські організації із загальноукраїнським, місцевим та міжнародним статусом. Усі вони можуть також на добровільних засадах створювати або вступати у спілки (асоціації тощо), укладати між собою угоди про співробітництво та взаємодопомогу.

## В Україні

### До січня 2013 року
До січня 2013 року, згідно із Законом України «Про об'єднання громадян» засновниками громадських організацій могли бути громадяни України та інших країн, особи без громадянства, які досягли 18 років, а щодо молодіжних та дитячих організацій — 14 років. Членами Г. о., за загальним правилом, могли бути особи, які досягли 14 років. Вік членів молодіжних і дитячих Г. о. повинен відповідати характеру їхньої діяльності. Учасниками деяких Г. о., наприклад, наукових, могли бути також колективні члени. Г. о. діють на підставі статутів, прийнятих на загальних зборах їх членів.
Офіційне визнання (легалізація) Г. о. здійснювалось реєстрацією в органах, зазначених у ст. 14 Закону «Про об'єднання громадян», або повідомленням про створення цих органів. Відмова в реєстрації могла бути оскаржена в судовому порядку. З моменту реєстрації Г. о. визнавалась юридичною особою, тобто могла бути учасником цивільно-правових відносин, набувати від свого імені майнових та особистих прав, а також бути носієм інших прав, передбачених ст. 20 Закону «Про об'єднання громадян». З цього моменту вона набувала права засновувати підприємства, а також інші господарські організації із статусом юридичної особи, які необхідні для виконання її статутних цілей.
Власністю Г. о. були кошти та інше майно, передані їй засновниками, членами або державою, набуті від вступних внесків, пожертвувані громадянами та організаціями, а також набуті внаслідок діяльності створених підприємств, господарських організацій, за рахунок власних коштів або на інших засадах, не заборонених законом. За порушення законодавства до Г. о. могли бути застосовані покарання у вигляді попередження, штрафу, тимчасової заборони діяльності або окремих видів її примусового розпуску (ліквідації).
В Україні ведеться Єдиний реєстр громадських формувань, а також створено урядовий вебсайт «Громадянське суспільство і влада»

### З січня 2013 року
1 січня 2013 року набрав чинності Закон України «Про громадські об'єднання». Згідно з Законом, права та обов'язки, встановлені законами України для громадських організацій, поширюються на всі громадські об'єднання. Громадські організації, створені раніше, не потребують перереєстрації. Статути (положення) громадських організацій, спілок громадських організацій мають бути приведені у відповідність із цим Законом протягом п'яти років (до 2018 року). Спілки громадських організацій (союзи, асоціації, інші об'єднання громадських організацій), створені раніше, визнаються громадськими спілками, утвореними на підставі цього Закону.
Засновниками і учасниками громадських об'єднань відповідно до Закону можуть бути не тільки фізичні особи (як індивідуальні або колективні члени), але і юридичні особи приватного права, крім того, Закон скасував обмеження території діяльності громадських об'єднань, і ввів принцип вільного вибору території діяльності[1].

### Після 2014 року
Консенсус громадських організацій України про вибори, опублікований у заяві на початку 2025 року, містить наступні тези:
- після закінчення (скасування) правового режиму воєнного стану;
- підтриманий владою, опозицією, суспільством;
- легітимність української влади — виняткова прерогатива Українського народу;
- сталий режим припинення вогню під гарантії безпеки країн-гарантів;
- підготовка до виборів та відновлення відповідної інфраструктури;
- проведення виборів після досягнення сталого миру та міжнародно-правового врегулювання війни[4].

## Принципи громадських організацій
Громадські об'єднання (ГО) утворюються і діють на наступних принципах:
- добровільності;
- самоврядування (невтручання органів державної влади або органів місцевого самоврядування в діяльність ГО);
- вільного вибору території діяльності;
- рівності перед законом;
- відсутність майнового інтересу їх членів/учасників;
- прозорості, відкритості та публічності (вільний доступ до інформації про діяльність).

## Види громадських організацій
Закон визначає дві організаційно правові форми громадських об'єднань:
- Громадська організація — громадське об’єднання засновниками і членами (учасниками) якого є фізичні особи (громадяни).
- Громадська спілка — громадське об’єднання засновниками і членами (учасниками) якого є юридичні особи приватного права, а членами (учасниками) можуть бути юридичні особи приватного права та фізичні особи.

Громадське об’єднання може здійснювати свою діяльність зі статусом юридичної особи або без такого статусу. Громадське об’єднання зі статусом юридичної особи є непідприємницьким товариством, головною метою якого не є отримання прибутку. 
За статусом громадські об'єднання поділяються на:
- місцеві,

- всеукраїнські,
- міжнародні (міжнародні неурядові організації).

Залежно від сфери громадської діяльності та мети, громадські об'єднання поділяються на наступні види: 
- економічні,
- волонтерські,
- соціальні,
- культурні,
- екологічні та ін.

Залежно від наявності статусу юридичної особи:
- громадські організації зі статусом юридичної особи;
- громадські організації без статусу юридичної особи[6].

## Керівні органи (органи управління) громадської організації
Закон України "Про громадські об'єднання" не встановлює вимог до структури керівних органів громадської організації, за винятком двох:
- громадська організація зі статусом юридичної особи повинна мати керівника;
- один керівний орган громадської організації повинен бути вищим по відношенню до інших[7].

## Статут громадської організації
Вимоги до статуту громадської організації містяться в ст. 11 ЗУ "Про громадські об'єднання", Цивільному та Податковому кодексах України, ЗУ "Про державну реєстрацію юридичних осіб, фізичних осіб-підприємців та громадських формувань".

## Права зареєстрованих громадських об'єднань
Для здійснення цілей і завдань, визначених у статутних документах, зареєстровані громадські організації користуються правом:
1. виступати учасником цивільно-правових відносин, набувати майнові і немайнові права;
2. представляти і захищати свої законні інтереси та законні інтереси своїх членів (учасників) у державних та громадських органах;
3. проводити масові заходи (збори, мітинги, демонстрації тощо);
4. ідейно, організаційно та матеріально підтримувати інші громадські організації, надавати допомогу в їх створенні;
5. створювати установи та організації;
6. одержувати від органів державної влади і управління та органів місцевого самоврядування інформацію, необхідну для реалізації своїх цілей і завдань;
7. вносити пропозиції до органів влади і управління;
8. розповсюджувати інформацію і пропагандувати свої ідеї та цілі;
9. засновувати засоби масової інформації.

Громадські організації мають право засновувати підприємства, необхідні для виконання статутних цілей. Громадські організації користуються іншими правами, передбаченими законами України. Права фахових об'єднань регулюються окремим законами України.

## Господарська та інша комерційна діяльність
З метою виконання статутних завдань і цілей зареєстровані громадські організації можуть здійснювати необхідну господарську діяльність без мети отримання прибутку, засновувати підприємства, установи та організації.
Громадські організації зобов'язані здійснювати первинний (оперативний) та бухгалтерський облік результатів своєї роботи, складати статистичну інформацію, а також подавати відповідно до вимог закону фінансову, податкову звітність та статистичну інформацію про свою господарську діяльність.

## Чинні в Україні громадські організації
За даними державної служби статистики України станом на 1 липня 2023 року в Україні налічувалося 101162 громадських організацій. Станом на початок 2018 року за даними Державної служби статистики України, в Україні налічувалося 25988 громадських організацій.
Культура розвитку та активності громадських організацій є різною в різних регіонах України. Зокрема Львівська міська рада взаємодіє з понад 150 громадськими організаціями
В Україні також діють галузеві громадські організації, серед яких, наприклад: Туристична асоціація України, Корінь земельних питань.